# Shūichi Gonda
Shūichi Gonda (権田 修一, Gonda Shūichi), né le 3 mars 1989 à Setagaya au Japon, est un footballeur international japonais. Il évolue au poste de gardien de but au Shimizu S-Pulse.

## Biographie

### En club
Né à Setagaya dans la préfecture de Tokyo au Japon, Shūichi Gonda est formé par le FC Tokyo. Longtemps doublure de Hitoshi Shiota, Gonda joue son premier match en professionnel le 7 mars 2009, à l'occasion de la première journée de la saison 2009 de première division japonaise, face à l'Albirex Niigata. Titulaire, il voit son équipe s'incliner par quatre buts à un.
Le 1er janvier 2012, il participe à la finale de la coupe du Japon 2011 face au Kyoto Purple Sanga. Il est titularisé dans le but du FC Tokyo et son équipe s'impose par quatre buts à deux et remporte ainsi le trophée.
Gonda participe à son premier match de Ligue des champions de l'AFC le 6 mars 2012 contre les australiens de Brisbane Roar. Il est titulaire lors de ce match remporté par Tokyo (0-2 score final).
Le 9 janvier 2016, Gonda est prêté en Autriche, au SV Horn.
Le 6 février 2017, Gonda s'engage en faveur du Sagan Tosu. Il joue son premier match pour le Sagan Tosu lors de la première journée de la saison 2017 de première division japonaise, face à Kashiwa Reysol, le 25 février 2017. Il est titulaire et son équipe s'incline par trois buts à un.
Le 29 janvier 2019, Shūichi Gonda rejoint le Portugal afin de s'engager en faveur du Portimonense SC. Il joue son premier match pour Portimonense le 17 mai 2019, lors de la dernière journée de la saison 2018-2019, contre le SC Braga. Il est titularisé et son équipe s'incline par deux buts à zéro.
Le 30 décembre 2020, est annoncé le prêt de Shūichi Gonda au Shimizu S-Pulse pour une saison, à partir de janvier 2021. Il s'agit d'un prêt payant d'un million d'euros avec une option d'achat de deux millions d'euros.
Le 23 décembre 2021, le Shimizu S-Pulse lève l'option d'achat du joueur. Gonda rejoint donc le club de manière permanente, s'étant imposé comme un titulaire durant son prêt.
Le 7 mai 2022 contre le Kawasaki Frontale (défaite 0-2 de Shimizu), Gonda fête sa 300e apparition en première division japonaise.
Il rejoint Debreceni VSC en 2025 en Hongrie

### En sélection
Shūichi Gonda honore sa première sélection avec l'équipe nationale du Japon contre le Yémen le 6 janvier 2010. Il est titularisé et son équipe l'emporte par trois buts à deux.
En juin 2014, Gonda est retenu par le sélectionneur Alberto Zaccheroni pour participer à la coupe du monde 2014.
Gonda est titulaire lors de la coupe d'Asie 2019 et participe ainsi au parcours de son équipe, qui se hisse jusqu'en finale, battue par le Qatar le 1er février 2019 (1-3 score final),.
Le 1er novembre 2022, il est sélectionné par Hajime Moriyasu pour participer à la Coupe du monde 2022.

## Palmarès

### En club
FC Tokyo
- Coupe du Japon (1) :
  - Vainqueur : 2011.

### En sélection
Japon
- Coupe d'Asie (1) :
  - Vainqueur : 2011.
  - Finaliste : 2019